# Sébastien Château
 (août 2019).
 (août 2019).
Si vous disposez d'ouvrages ou d'articles de référence ou si vous connaissez des sites web de qualité traitant du thème abordé ici, merci de compléter l'article en donnant les références utiles à sa vérifiabilité et en les liant à la section « Notes et références ».
Sébastien Château, né le 16 septembre 1969 à Angers, est un boxeur français sacré double champion du monde de full-contact. Il est également chef d’une entreprise de chemises sur-mesure et coach sportif.

## Biographie
Sébastien Château est né le 16 septembre 1969 à Angers d’une mère angevine et d’un père réunionnais. Il commence la boxe à l’âge de 12 ans.
En 1991, Sébastien Château s'inscrit dans un club. Il gagne la coupe de France trois ans plus tard, en 1994.
En 1995, à la suite d'une blessure, Sébastien Château ne peut boxer, il donne des cours jusqu'en 1998 et de 1998 à 2011, il cesse encore les combats, car on lui diagnostique la maladie d'Hodgkin, un cancer du système lymphatique.
En 2000, il part seul en Martinique pour se reconstruire à la suite de son cancer. Au bout d’un an, il revient à la salle d’Angers où il donne des cours. En parallèle, peu satisfait de l’offre du prêt-à-porter, il crée son entreprise de confection de chemises sur-mesure nommée Empreinte-moi. 
Vingt ans après son titre de champion de France, Sébastien Château prépare sa reprise de la compétition. En 2014, il remporte le championnat de France et décroche la médaille de bronze aux championnats d’Europe de la même année.
Il se blesse à l’épaule et à la cheville droite lors de sa préparation aux championnats du monde en 2015, puis se classe quatrième lors de cette compétition. En 2017, Il obtient la quatrième place aux championnats du monde, puis la médaille d’argent lors de la coupe du monde en Autriche.
Sébastien Château devient champion du monde en Allemagne en octobre 2018 et il remporte la coupe du monde de full-contact le 11 novembre 2018 en Autriche par knockout en 1 min 40 s.

## Coaching
Après ses victoires, Sébastien Château décide de mettre fin à sa carrière en tant que compétiteur. Il continue de s'occuper de son club American Boxing Club, sa société de coaching Boxe and Change, et son entreprise Empreinte-moi.

## Palmarès full-contact

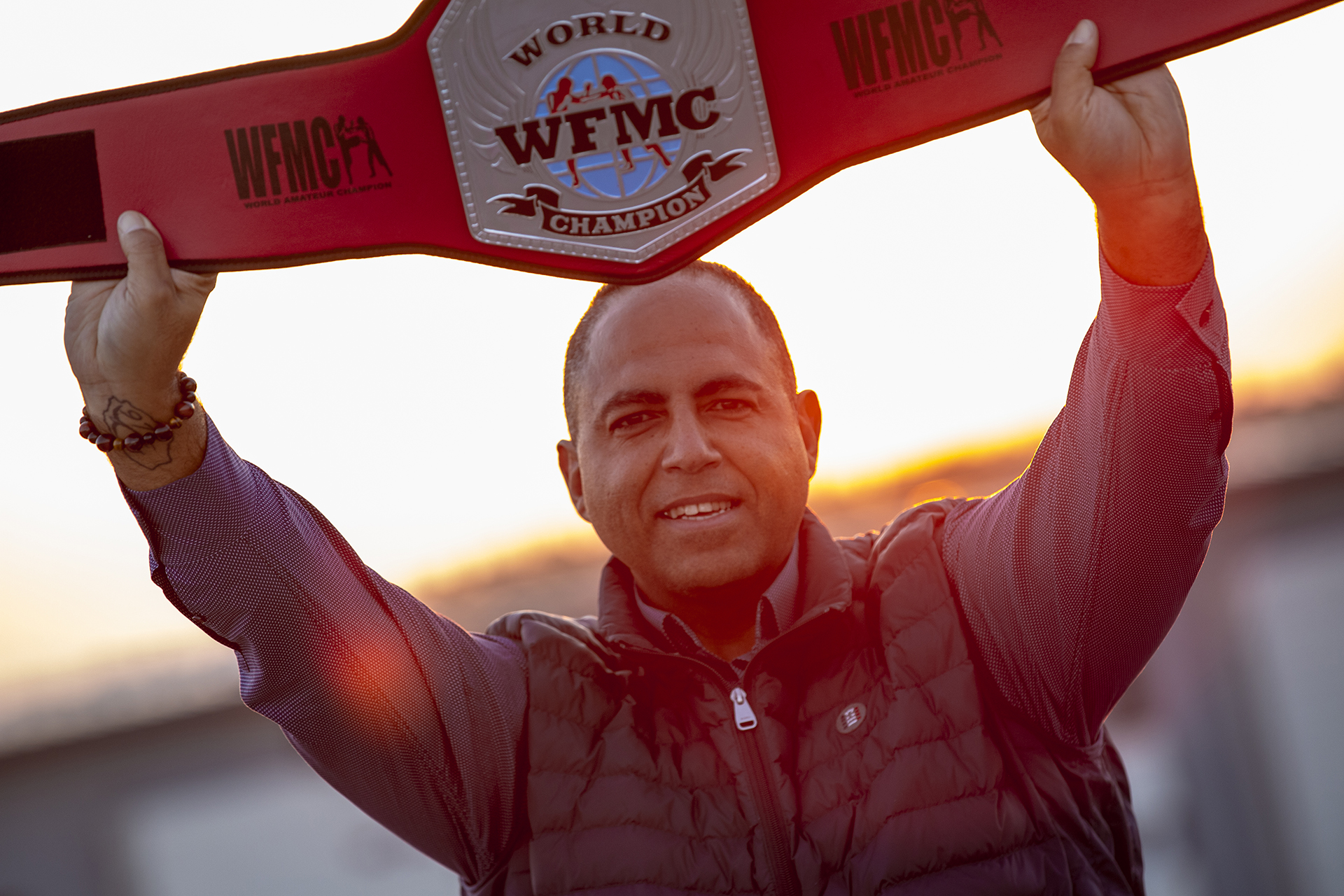
Sébastien Château, double champion du monde boxe full-contact.

- 1994 : Vainqueur de la Coupe de France full-contact
- 2011 : Vice-Champion de France full-contact
- 2014 : Champion de France full-contact
- 2014 : Médaillé de bronze aux championnats d'Europe full-contact W.A.K.O. Slovénie
- 2015 : 4e DAN de full-contact
- 2015 : 4e aux championnats du monde de full-contact W.A.K.O. en Irlande
- 2014-2015 : Membre de l'Équipe de France de full contact ceinture noire
- 2017 : 4e aux championnats du monde de full-contact WFMC Allemagne
- Novembre 2017 : Médaille d'argent à la Coupe du monde full-contact en Autriche
- Octobre 2018 : Champion du monde full-contact catégorie master en Allemagne
- Novembre 2018 : Champion de la Coupe du monde full-contact catégorie master en Autriche
- 2019 : 5e DAN de full-contact
- 2020 : Diplôme DESJEPS (spécialité perfectionnement sportif)